# بشري (لبنان)
بشري هي بلدة لبنانية تقع على حدود وادي قاديشا على ارتفاع 1550 متر فوق سطح البحر، وهي عاصمة قضاء بشري التابع لمحافظة لبنان الشمالي، كما تعتبر بشري البلدة الوحيدة التي ما يزال يتواجد فيها محمية تضم ما تبقى من أشجار الأرز اللبناني (أرز الرب) النادر الوجود، وهي أيضاً مسقط رأس الكاتب والشاعر اللبناني-الأميركي العالمي جبران خليل جبران وتضم متحفاً خاصاً به.

## التسمية
«بشري» هي تسمية فينيقية الأصل وتعني «منزل عشتار»، حيث كانت عشتار أحد الالهة التي يعبدها سكان المنطقة الفينيقيون في العصور القديمة.

## التاريخ
كانت بشري مركزاً لمستعمرة فينيقية في العصور القديمة، وفي القرن السابع بعد الميلاد شكلت بشري والجبال المحيطة بها ملجئاً للموارنة المضطهدين وأصبح وادي قاديشا الواقع تحت البلدة المركز الروحاني الرئيسي للكنيسة المارونية، لاحقاً أصبحت المدينة تعرف من قبل الصليبيين باسم بويسيرا.
وبعكس مناطق أخرى من لبنان فسكان بشري استمروا باستعمال اللغة الآرامية حتى القرن التاسع عشر وكنتيجة لذلك فما يزال سكان المنطقة يتكلمون بلهجة متميزة كثيرًا عن باقي المناطق اللبنانية إلى هذه الأيام.
خلال فترة الحرب الأهلية اللبنانية (1975-1990) شكلت البلدة معقلاً ومنبعاً للمقاومة المسيحية التي حاربت منظمة التحرير ولاحقاً الجيش السوري، حيث التحق قسم كبير من شباب البلدة بحزب الكتائب اللبنانية مع بداية الحرب، وعام 1986 استطاع ابن بشري سمير جعجع أن يصبح قائداً لحزب القوات اللبنانية.

## السياحة

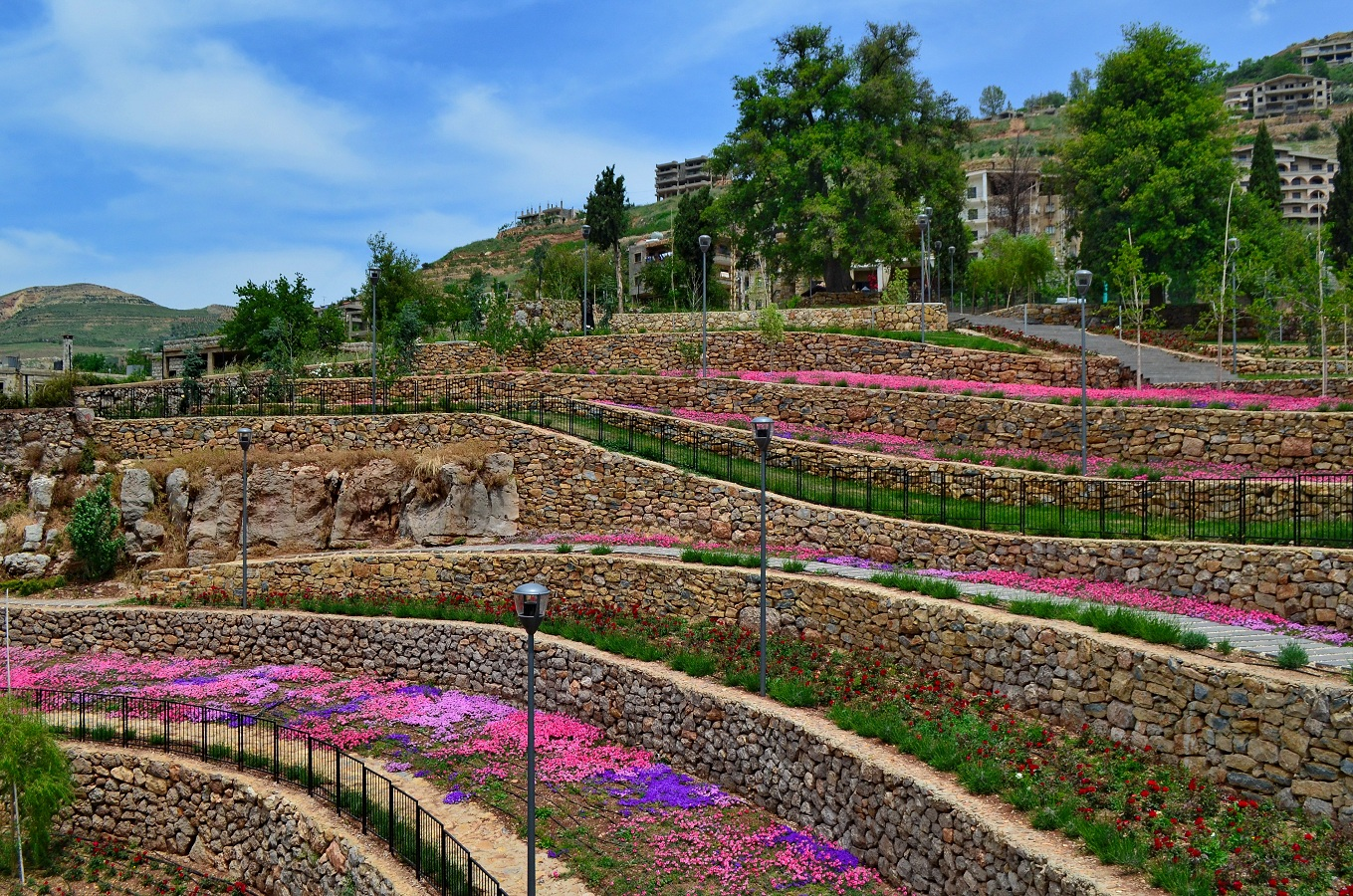
حديقة مار جرجس

تشكل السياحة اليوم أحد أهم القطاعات الاقتصادية في بشري حيث تضم البلدة متحف وقبر جبران خليل جبران، غابة أرز الرب الشهيرة و منتجع الأرز للتزلج، حديقة مار جرجس، وتشرف البلدة أيضاً على وادي قاديشا المقدس ومغارة قاديشا، كما يقع مسقط رأس القديس شربل في بلدة بقاعكفرا القريبة من بشري.

## المجتمع
تضم بشري العديد من مراكز الجمعيات المدنية الناشطة على الصعيد الاجتماعي وأبرزها مركز للصليب الأحمر اللبناني والمقر الرئيسي للجمعية الكشفية المارونية.
يعرف عن أبناء بشري إيمانهم وتعلقهم الكبير بالدين المسيحي، وتقام خلال العام العديد من الاحتفالات الدينية التقليدية في البلدة حيث يجتمع السكان بعد الصلاة ويقومون بالتجمع حول الموائد والغناء والرقص حتى ساعات الفجر الأولى.

## السياسة
القوة السياسية الأساسية في بشري حالياً هي القوات اللبنانية التي تحظى بتأييد الأكثرية الساحقة من أبناء البلدة، وبحكم أن بشري هي البلدة الأكبر سكانياً في القضاء فعادةً ما يكون نائبي قضاء بشري من أبناء البلدة، حالياً يمثل القضاء إثنين ستريدا جعجع وويليام طوق.
وأهم الشخصيات السياسية التي أنجبتها البلدة في فترة ما بعد استقلال لبنان فهو رئيس الهيئة النتفيذية في حزب القوات اللبنانية حالياً سمير جعجع.

## المناخ
تحظى بشري بطقسٍ جبلي متوسطي حيث الصيف جاف ولطيف والشتاء بارد ومثلج، ويصل أقسى ارتفاع للحرارة صيفاً إلى 30 درجة مئوية، بينما قد تصل أدنى مستويات الحرارة شتاءً لحوالي -15 درحة مئوية، وقد يصل ارتفاع الثلوج شتاءً إلى حوالي المترين.

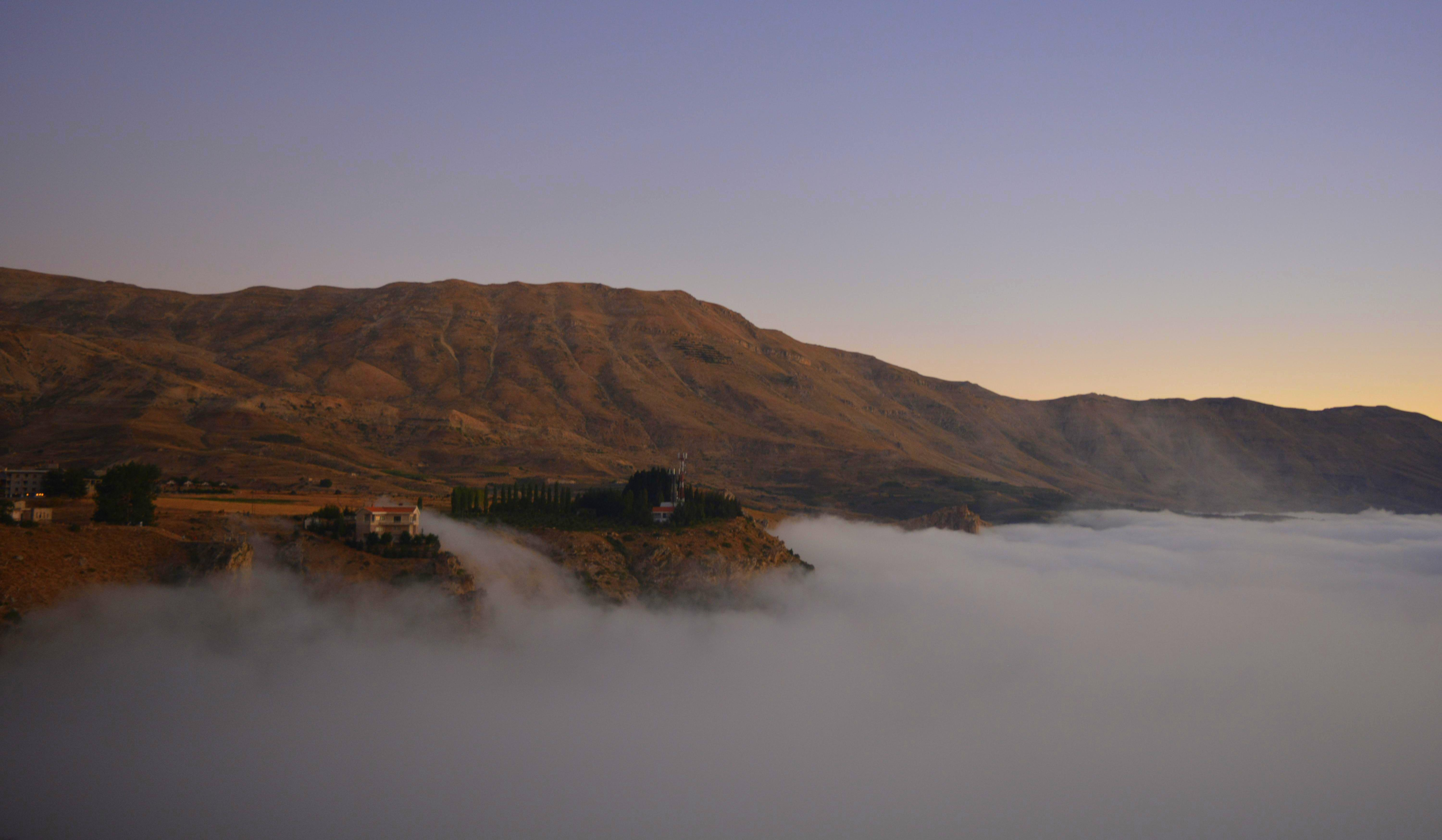
غروب الشمس الجميل في بشري

| البيانات المناخية لـبشري          | البيانات المناخية لـبشري | البيانات المناخية لـبشري | البيانات المناخية لـبشري | البيانات المناخية لـبشري | البيانات المناخية لـبشري | البيانات المناخية لـبشري | البيانات المناخية لـبشري | البيانات المناخية لـبشري | البيانات المناخية لـبشري | البيانات المناخية لـبشري | البيانات المناخية لـبشري | البيانات المناخية لـبشري | البيانات المناخية لـبشري |
| الشهر                             | يناير                    | فبراير                   | مارس                     | أبريل                    | مايو                     | يونيو                    | يوليو                    | أغسطس                    | سبتمبر                   | أكتوبر                   | نوفمبر                   | ديسمبر                   | المعدل السنوي            |
| --------------------------------- | ------------------------ | ------------------------ | ------------------------ | ------------------------ | ------------------------ | ------------------------ | ------------------------ | ------------------------ | ------------------------ | ------------------------ | ------------------------ | ------------------------ | ------------------------ |
| متوسط درجة الحرارة الكبرى °م (°ف) | 4 (39)                   | 4 (39)                   | 6 (43)                   | 11 (52)                  | 16 (61)                  | 20 (68)                  | 22 (72)                  | 23 (73)                  | 20 (68)                  | 16 (61)                  | 11 (52)                  | 7 (45)                   | 13 (56)                  |
| المتوسط اليومي °م (°ف)            | 0 (32)                   | 0 (32)                   | 2 (36)                   | 7 (45)                   | 11.5 (52.7)              | 15 (59)                  | 17 (63)                  | 17.5 (63.5)              | 15 (59)                  | 11.5 (52.7)              | 7 (45)                   | 3.5 (38.3)               | 8.9 (48.2)               |
| متوسط درجة الحرارة الصغرى °م (°ف) | −4 (25)                  | −4 (25)                  | −2 (28)                  | 3 (37)                   | 7 (45)                   | 10 (50)                  | 12 (54)                  | 12 (54)                  | 10 (50)                  | 7 (45)                   | 3 (37)                   | 0 (32)                   | 5 (40)                   |
| الهطول مم (إنش)                   | 221 (8.7)                | 166 (6.5)                | 127 (5.0)                | 61 (2.4)                 | 31 (1.2)                 | 4 (0.2)                  | 0 (0)                    | 0 (0)                    | 6 (0.2)                  | 39 (1.5)                 | 97 (3.8)                 | 172 (6.8)                | 924 (36.3)               |
| المصدر: climatetemp               |                          |                          |                          |                          |                          |                          |                          |                          |                          |                          |                          |                          |                          |